# Verwaltungsarchiv
Ein Verwaltungsarchiv wird von Behörden, Betrieben und Einrichtungen zur zeitweiligen Aufbewahrung des zur Aufgabenerfüllung nicht mehr laufend benötigten dienstlichen Schriftgutes unterhalten. Aufgaben, Struktur und Organisation der Verwaltungsarchive unterschieden sich nach der Bedeutung und Stellung des jeweiligen Registraturbildners. Beispielsweise kann das Schriftgut mehrerer Registraturbildner in einem Verwaltungsarchiv konzentriert werden. Derartige Einrichtungen werden auch als zentrale Verwaltungsarchive bezeichnet.
Die Archivare an Verwaltungsarchiven haben insbesondere folgende Arbeiten zu erledigen:
- Sicherung und Übernahme des dienstlichen Schriftgutes aus den aktenführen Stellen bzw. des Registraturbildners,
- Bewertung und Kassation des übernommenen Schriftgutes,
- Abgabe des Archivgutes an das zuständige Endarchiv,
- Kassation von Schriftgut, das nicht dauerhaft aufzubewahren ist,
- Information des Registraturbildners über die vorgenommenen Arbeiten.